# کریگ آنتوان
کریگ آنتوان (انگلیسی: Craig Anton؛ زادهٔ ۲۶ ژانویهٔ ۱۹۶۱) یک هنرپیشه اهل ایالات متحده آمریکا است. وی از سال ۱۹۸۹ میلادی تاکنون مشغول فعالیت بوده‌است.